# Hofmanka

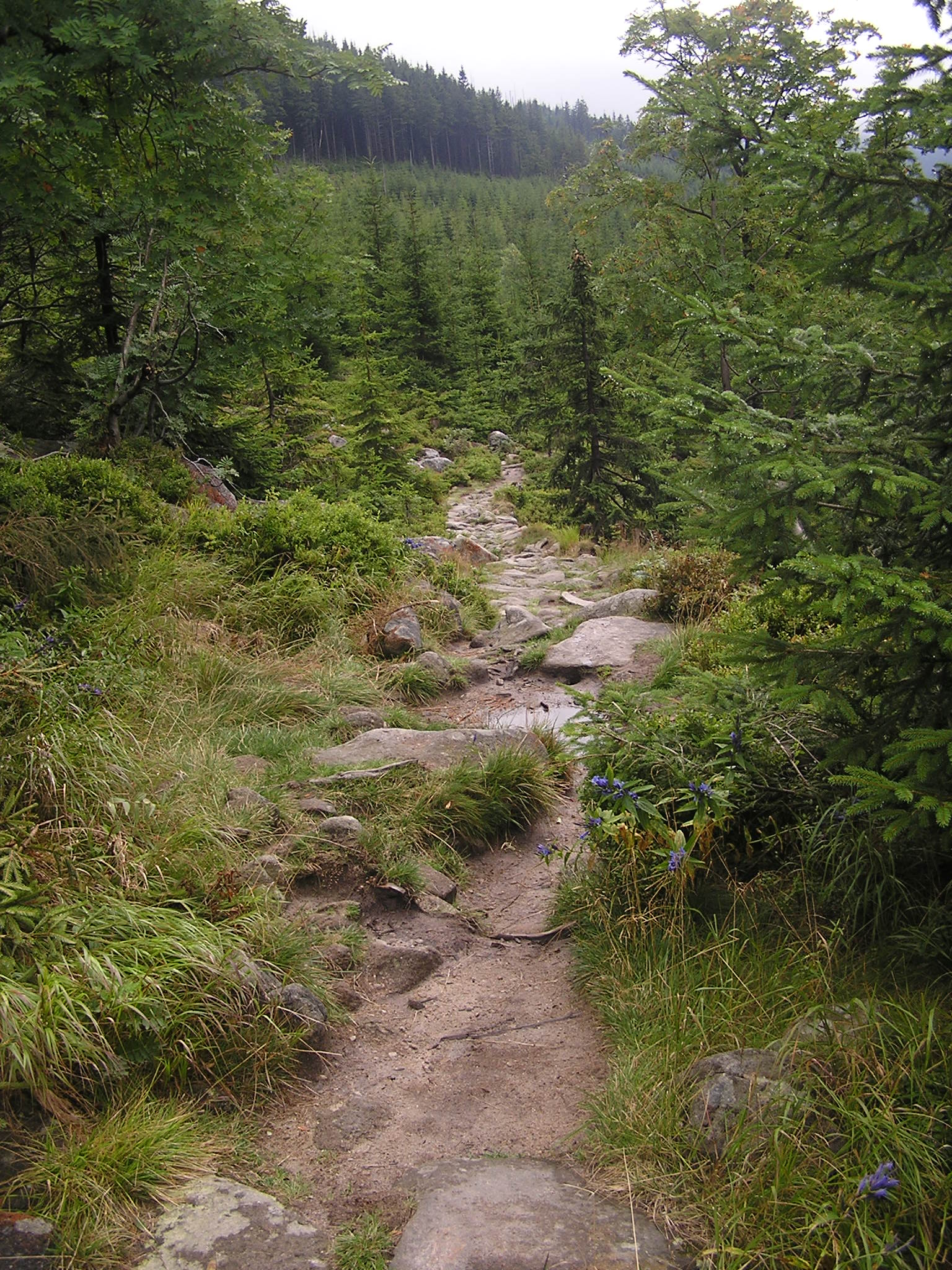
Hofmanka

Hofmanka je žlutě značená turistická magistrála v Krkonoších, začínající ve Špindlerovce a končící u Boudy u Bílého Labe. Tam sice pokračuje žlutá značka dál, ale již pod názvem Dřevařská cesta. Obě části mají v evidenci značených tras KČT společné číslo 7204. Měří asi 3 km. Výškový rozdíl mezi nejnižším a nejvyšším bodem je cca 200 m. Na většině trasy je rozhled na panoramata Krkonoš. Z Hofmanky je vidět např. na Dřevařskou cestu a Kozí hřbety nebo na Medvědín.